# Platja de les Violetes
La platja de les Violetes, o dels Italians, és una platja en un entorn urbanitzat del municipi del Port de la Selva (Alt Empordà), situada a la badia del Port de la Selva, al nord de la península del Cap de Creus, entre la platja de les Clisques al nord, i la platja del Pas al sud. Orientada a l'oest, té 11,6 m de longitud i 11,6 m d'amplada, formada per còdols. S'hi accedeix per unes amples escales de lloses des del carrer Punta de la Creu.
La platja és producte de la rehabilitació del tram de façana litoral, que havia estat explotada com a pedrera de llambordes de gneis.